# Olajbűnözés
Az olajbűnözés a háztartási tüzelőolaj (HTO) és a dízel járműüzemanyag kereskedelmével kapcsolatos szervezett bűnözés volt a rendszerváltás idején. Első formái az 1980-as évek végén jelentek meg, és az ezredfordulóig, a Pallag-féle országgyűlési vizsgálóbizottság (olajbizottság) felállításáig tartottak.
Az olajbűnözés jellege és mértéke nem ismert pontosan. Politikai és bűnügyi vizsgálatok alig folytak, és ha mégis, akkor kevés eredményt hoztak, vagy titkosították a bizonyítékokat és a vizsgálatok megállapításait. A legfőbb ügyészség adatai szerint 4300 ismertté vált bűncselekményt követtek el a keretében. A nemzeti költségvetésnek okozott kár 300 milliárd forint volt. Az összeg az 1995. évi költségvetési kiadások (1 945 325,1 millió forint) közel 15%-a.
A bűncselekménysorozat tucatnyi emberéletet követelt közvetlenül, köztük rendőrökét, utcai járókelőkét. Ugyanakkor számos egzisztenciális és fizikai támadás zajlott rendőrök, újságírók és tanúk ellen. 
A bűncselekmények megtervezését, szervezését és végrehajtását látszólag magyar bűnözői körök végezték („olajmaffia”) intellektuális elemek (könyvelők, adószakértők, ügyvédek) segítségével. Valójában alkotmányos szervek és ezek alkalmazottainak sora működött közre a folyamatokban, ha másképp nem, akkor a korrupción keresztül. Ilyen volt a jogalkotásért felelős Országgyűlés és kormány, az igazságszolgáltatásért felelős minisztérium, rendőrség, ügyészség és bíróságok, valamint a vám- és adóügyekért felelős Vám- és Pénzügyőrség, APEH. Titkosszolgálatoknak és külföldi államoknak is szerepe kellett legyen az ügyekben. Részben a bűnözök irányítása és a közvélemény félrevezetése miatt, részben pedig azért, mert az olaj külföldről származott, illetve egy részét külföldön értékesítették. Jelentős gazdasági és politikai érdeke fűződött tehát más államoknak is a magyarországi olajügyekhez. A közvélemény félretájékoztatásában nagy szerepe lehetett továbbá újságíróknak, különféle közéleti személyeknek.
Az olajbűnözés nem tévesztendő össze az olajszőkítéssel. Utóbbi csupán egy technikai módszer volt, amelyet az olajbűnözők felhasználtak a költségvetés megcsapolására számos egyéb módszerrel együtt (például: adócsalás, fiktív cégek alapítása, emberölés).
Az olajbűnözés más hasonló ügyekkel együtt (Globex Holding, Postabank, szovjet államadósság) a tőkefelhalmozást szolgálta az egykori középosztály elszegényítésével együtt.

## Története

### Az olaj mint fűtőanyag
Az olaj kényelmi és gazdasági előnyeiről már az 1930-as években jelentek meg írások. Állították, hogy füst, hamu, salak és szag nélkül maradéktalanul ég el, szemben a szénnel, és gyors, tiszta, kényelmes és egészségi szempontból kifogástalan hőtermelést biztosít. Kiemelték, hogy fűtőértéke 80-90%-os kihasználású, és esetében nincs parázs, ezért ilyen természetű fűtőérték-veszteség sincs. A korabeli számítások szerint nehézolaj eltüzelése révén 2-2,5-szer nagyobb hasznos hőmennyiséget lehetett nyerni, mint a legfinomabb poroszszén vagy koksz eltüzelésével.
Az 1960-as évek elejére elfogadottá vált, hogy a nyugati tendenciákhoz hasonlóan Magyarországnak is kedvező lehet több olajat felhasználni fűtésre. Az MSZMP VII. kongresszusa (1959) ezt irányozta elő a második ötéves tervre (1961-1965). A háztartási tüzelőanyagok közül a fa-, szén- vagy koksz 50%-os, az olaj és a világítógáz 80%-os hatásfokú volt ekkoriban. A háztartási olajfűtés feleannyi, a gázfűtés negyedannyi megterhelést jelentett a népgazdaságnak, mint a széntüzelés.
Az olajjal való fűtés mégis lassan terjedt. 1966-ban a budapesti háztartások fűtőberendezéseinek 81,3%-a szénnel, fával vagy koksszal működött, az olajkályhák aránya 0,3% volt. 1969-ben a 3 200 000 magyar háztartás 75%-a szilárd tüzelőt, 11%-a gázt, 5%-a olajat, 9%-a egyéb tüzelőanyagot használt. Úgy tervezték, hogy a következő években a háztartások tüzelőfelhasználása átalakul. 49,1% lesz a szilárd, 43,2% a szénhidrogén (földgáz, városi gáz, tüzelőolaj) és 7,7% az egyéb tüzelőanyag aránya.
A hatvanas-hetvenes évek fordulóján felgyorsult az ország energiastruktúrájának átalakulása. A felhasznált szénhidrogén részaránya 1970-re az előirányzott 38̤% helyett elérte a 43-45%-ot. A háztartások rendelkezésére bocsátott tüzelőanyagok fűtőértéke is emelkedett. Két év alatt több, mint 600 000 olajkályhát hoztak forgalomba. Más adatok szerint olajkályhából 1970-ben 245 000, 1971-ben 311 000 darabot vásároltak, de a kereskedelem nem elégítette ki a keresletet maradéktalanul. (A háztartások száma mellett figyelembe kell venni azonban azt is, hogy egy háztartásnak 2-4 kályhára is szüksége lehetett a fűtött helyiségek számától függően.)
Az 1973-as és 1979-es olajválság alapvetően változtatta meg a gazdaságpolitikai körülményeket. Bár a Szovjetunió a világpiaci árhoz képest eleinte alacsonyabb áron szállította a kőolajat Magyarországnak, azonban így is árat kellett emelni, ami az életszínvonal csökkenésével járt. Az évtized közepétől az olajtüzelőanyag népszerűsége csökkent. A helyzet idővel olyan súlyossá vált, hogy adminisztratív eszközökkel még az olajkályha értékesítését is korlátozták. 1974 végén aztán a Kohó- és Gépipari Minisztérium (KGM) utasította a Mechanikai Műveket, hogy álljon le a korábban a tárca által is kedvezőnek ítélt olajkályhák gyártásával.
Az 1980-as években folyamatosan drágult a tüzelőolaj, és tértek át a háztartások a földgázfűtésre, ami a konyhai, fürdőszobai vízmelegítés kérdését is megoldotta egyidejűleg. A Magyar Energiahivatal 1994-es modellszámítása szerint egy 50 négyzetméteres lakás fűtésének éves költsége olajjal 30 000, fával, szénnel vagy távhővel 20 000, földgázzal 10 000 forint volt. Az 1979-es olajárrobbanás végleg eldöntötte, hogy az olaj helyett földgázt kell használni fűtésre.
Az olajbűnözéssel kapcsolatban gyakran emlegetett körülmény volt, hogy az állam és a politika keze megvan kötve a nagymértékű háztartási olajfelhasználás miatt. Az olajbizottság tényként állapította meg, hogy a bűncselekményeket „azért sem lehetett akkor bármilyen eszközzel megakadályozni, mert 1991-ben, igen szegényes (mindössze néhány napra elegendő) olajkészlettel rendelkezett Magyarország. Elsődleges cél a tartalékok feltöltése volt. A nemzetgazdasági prioritás mellett a HTO-val való lakossági kiszolgálás is fontossá vált”.

### Rendszerváltás, szociálpolitika
Az 1980-as évektől az olajár emelkedése miatt, szociálpolitikai megfontolásból, eltérítették egymástól a gázolaj és a vele kémiailag azonos HTO árát úgy, hogy a gázolaj fogyasztását magasabb adókkal terhelték. A két termék ára közötti különbözet 1989-től jelentősen nőtt.
| Év   | Árkülönbözet (Ft/liter) |
| ---- | ----------------------- |
| 1989 | 4,40                    |
| 1990 | 26,65                   |
| 1991 | 16,80                   |
| 1992 | 22,71                   |
| 1993 | 37,93                   |
| 1994 | 38,45                   |

A jogalkotás mindeközben jelentős változásokat hozott:
- 1989. január 1-től a korábbi szocialista vállalatok felváltására újfajta, kapitalista gazdasági társaságok (cégek) létesülhettek (részvénytársaságok, korlátolt felelősségű társaságok, betéti társaságok, közkereseti társaságok). Ezek vezetői korlátlan kötelezettséget vállalhattak a társaság nevében a társasági szerződés megkötésének időpontjától kezdve, a társaság cégbírósági bejegyzése előtt.[11] Ez azt jelentette, hogy jogilag még nem is létező cégek működhettek teljes jogosultsággal. A jogi megoldás indoka az volt, hogy a cégbíróságon hosszú hónapokig tart az új társaságok bejegyzése a cégnyilvántartásba, és a gazdaság működése szempontjából fontos, hogy már ez előtt megkezdhessék a tevékenységüket.

- 1990 márciusában megszüntették a külkereskedelem állami monopóliumát.[12] A magánvállalkozások ezt követően alanyi jogon végezhettek külkereskedelmi tevékenységet.[13]

- 1991-től megszűnt a kőolajtermékek kereskedelmének állami monopóliuma is.

A fentiek következtében megszűnt az Országos Kőolaj- és Gázipari Tröszt és jogutódjának, a Magyar Olajipari Rt.-nek a monopóliuma a kőolajtermékek külkereskedelme és belföldi forgalmazása terén. A piacon megjelent néhány nemzetközi nagyvállalat, és több száz újonnan alapított hazai gazdasági társaság felemás, bizonytalan jogi felelősséggel. Gyorsan szaporodtak közöttük az olyan csak papíron létező, fiktív (fantom) cégek, amelyek nagy mennyiségben importálták a gázolajat.
A HTO fogyasztása 1982 és 1988 között folyamatosan csökkent. Üzemanyagként való használata ellenben 1990-től ugrásszerűen nőtt. A jogalkotó 1990 őszén ezért megtiltotta a HTO üzemanyagként való felhasználását, és elrendelte, hogy a HTO-t motorikus célú felhasználásra alkalmatlanná tevő, színező adalékkal kell a fogyasztók részére kiszolgálni. Nem sokra rá a Fogyasztóvédelmi Főfelügyelőség (FVF) országos vizsgálatot indított a színezett HTO motorra gyakorolt hatásairól. Megállapították, hogy a ferrocén adalék nem okoz a motorban olyan mértékű kopást, amely a tüzelőolaj motorikus alkalmazását ellehetetlenítené.
Mindkét állítás hamis. A színezés kémiailag nem tette alkalmatlanná a HTO-t üzemenyegként való felhasználásra, csupán vizuálisan jelezte, hogy nem gépjárműbe, hanem tüzelőanyagnak való. A színezék eltávolítására szolgáló savazás (olajszőkítés) pedig igenis tönkretette a gépjárművek motorját.

### Az olajbűnözés kialakulása
Az olajbizottság megállapítása szerint a szocializmus idején a prostitúcióból és csempészésből vagyont szerzett bűnözői kör az 1980-as évek végén az olajüzletben talált helyet tőkéje befektetésére. Az olajbűnözés főképp e körből alakult ki, és a kezdeti lépések után illegális tevékenységét kiterjesztette. Egyre kifinomultabb elkövetési módszereket alkalmazott, a konspirációt például következetesebben tartotta, sőt, a közigazgatásban döntési helyzetben lévők segítségét is igényelte. Mindez erősíti a gyanút, hogy a háttérben titkosszolgálatok működtek, ahogy Szemjon Mogiljevics (Szeva bácsi), volt KGB-ügynök magyarországi működése is.
A kiskereskedők a színezetlen HTO-t eleinte az akkor még monopolhelyzetben lévő MOL Rt.-től szerezték be. A színezést maguknak kellett volna elvégezniük a jogi előírások szerint. Ehelyett színezék bekeverése nélkül, gázolajként adták tovább a HTO-t. Vevőik a kialakulóban lévő magán üzemanyagtöltő állomások, a nagyvállalati és szövetkezeti felhasználók köréből kerültek ki főképp.
1993-ban a gyártók és nagykereskedők feladatává tették a színezék bekeverését, ami súlyos következményekkel járt:
- Színezékmentes olajat ez után csak korrupcióval lehetett beszerezni.
- Megkezdődött az olajba kevert színezék kémiai elroncsolásának az alkalmazása, az olajszőkítés. Az egyszerű eljárás két éven át a HTO átalakításának a fő módszere volt. Gyakorlati kidolgozására kémikusokat nyertek meg. A szőkítés savmaradványai ugyanakkor károsították a járművek motorját, amire a sajtó felhívta a fogyasztók figyelmét.
- Az olajbűnözés külföldi beszerzési forrásokat és a jövedéki termékek listáján nem szereplő, de a gázolaj műszaki tartalmának megfelelő olajokat (orsóolaj, könnyű gépolaj stb.) kutatott fel. Mivel ezek után nem kellett jövedéki adót fizetniük, ez extraprofitot hozott nekik az árkülönbözetből származó hasznon felül. Tevékenységüket könnyítette, hogy az ISO 9000 minősítéssel rendelkező cégek az importált termékek hazai forgalomba hozatalát tényleges laborvizsgálatok nélkül végezhették.[17] Így működött például az elhíresült ETL Rt.

Az olajimporthoz szükséges kezdőtőkét bűnözői befektetők szolgáltatták, vagy halasztott fizetésű vásárlással oldották meg. Halasztott fizetés esetén az első olajszállítmányt egy-két héten belül eladták, a befolyt pénzből a vételárat ekkor fizették ki, majd a következő vásárlásokat már az előző vásárlásoknál képzett magas profitból fedezték.
A bűnözői körök a nyereséget visszaforgatva tevékenységük rohamos bővítésére voltak képesek. A halasztott vámfizetés kedvezményét és a fantom cégekben rejlő lehetőséget kihasználva kiugróan nyereségesek tudtak lenni, hiszen a vámfizetést is elkerülték. Üzleti hasznukat növelte
- a beszerzési és eladási ár különbözete, azaz a normál üzleti haszon,
- a gázolaj és a HTO árának különbözete,
- a HTO-val kapcsolatban nekik juttatott állami dotáció, hogy a külföldi beszerzési árnál olcsóbban tudják adni a HTO-t a fogyasztóknak,
- nem fizették meg a behozatali vámot,
- nem fizették meg az olajtermékek forgalmazásával kapcsolatos jövedéki adót,
- nem fizették be az eladásaikat terhelő forgalmi adót,
- nem fizettek bért az alkalmazottaiknak, vagy nem fizették meg az alkalmazásukat terhelő közterheket.

Az ismétlődően elkövetett erőszakos bűncselekmények (zsarolás, emberrablás, robbantásos és leszámolásos ügyek) mögött az olajbizottság feltevése szerint a legerősebb magyar és külföldi (orosz, szlovák, ukrán, albán) szervezett bűnbandák álltak.
Ismertebb bűnügyek:
- 1996 és 1999 között öt békési rendőr hunyt el gyanús körülmények között. Szabó András járőr 1996. szeptember 14-én, Kuzma Mihály alezredes 1997. február 27-én, Szobek János, az állami futárszolgálat Békés megyei beosztottja 1998. augusztus 13-án, Kovács Pál járőr 1999. április 1-jén  Dénes Gábor rendőr őrnagy 1999. május 20-án. Mindannyian olajbűnözéssel kapcsolatos ügyeken dolgoztak.[18]
- 1996. november 1-én, a Ladik utcában lelőtték az autójába beszálló Prisztás Józsefet.
- 1998. február 11-én, géppisztollyal agyonlőtték az autójával piros lámpánál várakozó Fenyő Jánost a Margit körút és Margit utca sarkán. A Fenyő-gyilkosságban való közreműködés miatt elítélték Portik Tamást, az Energol Rt. vezetőjét, Gyárfás Tamás médiavállalkozót, valamint Jozef Roháčot.
- 1998. július 2-án, az Aranykéz utcában felrobbantották Boros Tamást, aki korábban videóvallomást tett üzleti ellenfeleire. A merényletnek négy halálos áldozata volt.
- 1998 őszén soltvadkerti házuk pincéjében Nógrádi Ádám, az olajügyekkel kapcsolatos későbbi országgyűlési vizsgálat koronatanúja, fejbe lőtte apját, Nógrádi Józsefet, aki valószínűleg maga is érintett volt olajbűncselekményekben.
- 1999. április 12-én Tahitótfaluban, a Táncsics utcában gépkarabéllyal agyonlőtték az autójában utazó Seres Zoltánt és olasz üzlettárását, Sforza Nazzarenót. A támadást a hátsó ülésen utazó tolmácsuk túlélte
- 2007 júniusában ismeretlen tettesek összeverték Kármán Irén újságírónőt, aki olajbűnözéssel kapcsolatos oknyomozó riportokat készített. Kálmán később Portik Tamás élettársa, majd a Momentum országgyűlési képviselőjelöltje lett Jász-Nagykun-Szolnok vármegyében.[19]
- 2012. május 31-én indult rendőrségi nyomozás Vizoviczki László „diszkópápa”, a „Hajógyári-sziget ura” ellen vesztegetés és költségvetési csalás bűntettében. Ügyével összefüggésben 33 korábbi vezető beosztású hivatalos személyt, köztük hét rendőrt (öt vezető beosztású rendőrtisztet), tűzoltó századost, pénzügyőr főhadnagyot, önkormányzat köztisztviselőt és közegészségügyi felügyelőt is elítéltek.[20]

Pallag László országgyűlési képviselő, aki az olajügyeket vizsgáló országgyűlési bizottságot vezette, elszegényedve, elfelejtve hunyt el.